# Yonne (rivière)
Pour les articles homonymes, voir Yonne.
L'Yonne est une rivière de la moitié nord de la France. Elle coule principalement à l'ouest de la région Bourgogne-Franche-Comté. Elle est le principal affluent gauche de la Seine. Elle a donné son nom au département de l'Yonne.
Par sa direction et son débit, supérieur à celui de la Seine à Montereau-Fault-Yonne, leur confluence, l'Yonne a joué un grand rôle dans le développement et l'approvisionnement de Paris, depuis le Moyen Âge jusqu'à l'époque des chemins de fer, notamment pour le flottage du bois de chauffage depuis le Morvan et la descente des vins de Basse-Bourgogne.

## Hydronymie
Le nom de l'Yonne est issu du celtique Icauna, qui a donné leur nom aux habitants du département du même nom, les Icaunais.

## Géographie

### La source

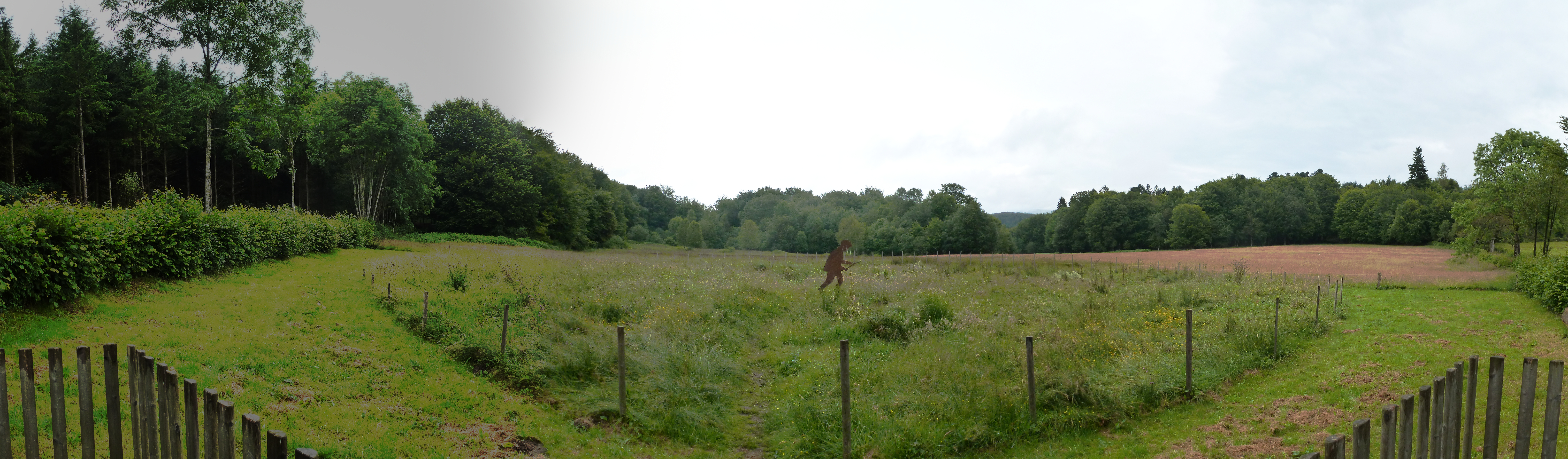
Vue panoramique de la tourbière d'où sort l'Yonne, sur le mont Préneley.

L'Yonne prend sa source dans une tourbière sur le mont Préneley à 738 mètres d'altitude, au cœur de la forêt de La Gravelle dans le massif du Morvan. Elle se situe sur le territoire de la commune de Glux-en-Glenne, au sud-est de Château-Chinon.

### Le cours de l'Yonne
La pente moyenne de l'Yonne est de 2,38 pour mille. Son bassin-versant est estimé à 10 836 km2. L'Yonne apporte à la Seine une moyenne de 93 m3/s (voir le module ci-dessous).
Plusieurs retenues ont une incidence sur l'Yonne :
- la retenue de Pannecière (sur l'Yonne), la plus importante, avec une capacité de 82 500 000 m3 ;
- la retenue des Settons (sur la Cure) ;
- la retenue de Chaumeçon (sur le Chalaux) ;
- la retenue de Crescent (à la confluence de la Cure et du Chalaux).

Par sa longueur de 292,3 km, l'Yonne est la 16e rivière de France.
Elle se jette dans la Seine à Montereau-Fault-Yonne, dans le département de Seine-et-Marne.

### Départements et principales villes traversés
- Nièvre : Corbigny, Clamecy
- Yonne : Auxerre, Migennes, Joigny, Villeneuve-sur-Yonne, Sens, Pont-sur-Yonne

Dans le département de l'Yonne
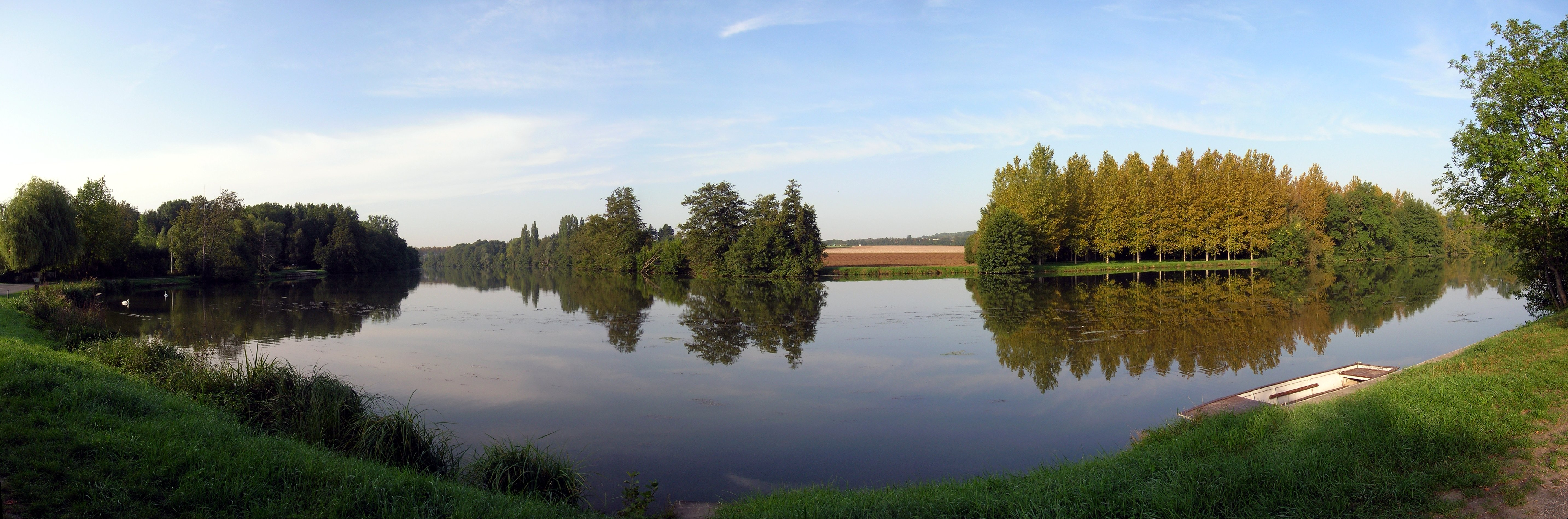
Un coude de l'Yonne à Armeau, entre Joigny et Sens.
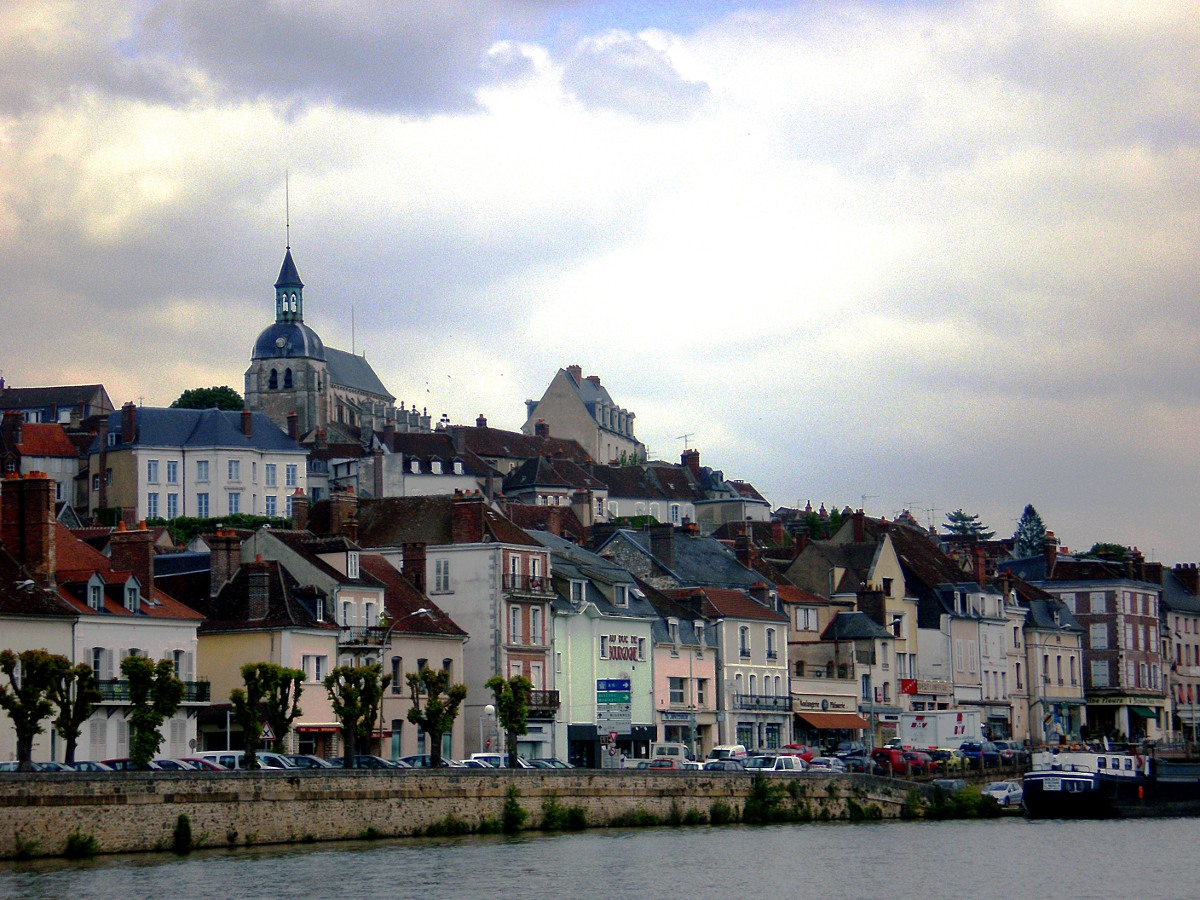
L'Yonne à Joigny.
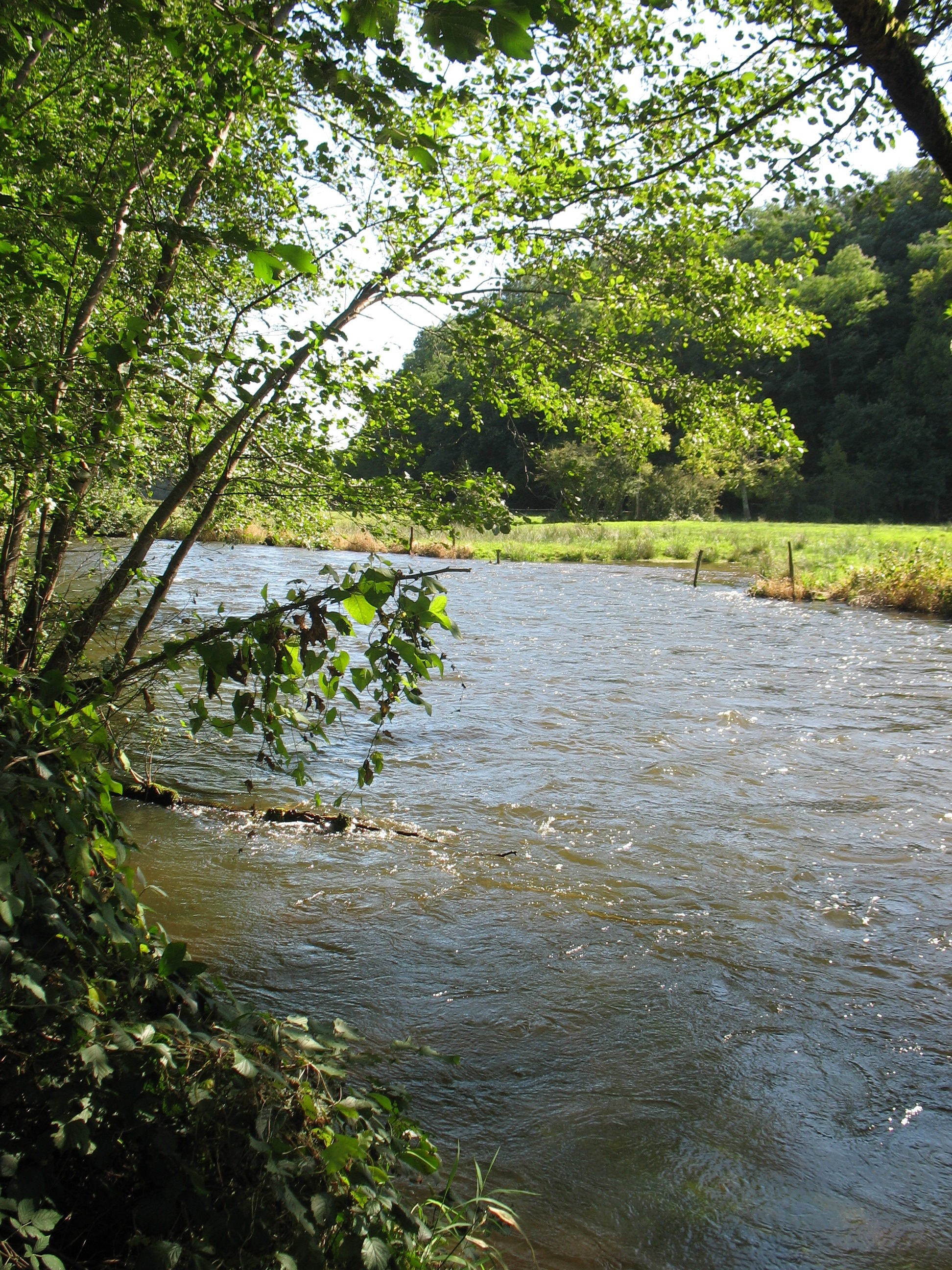
L'Yonne après le barrage de Pannecière.

- Seine-et-Marne : Montereau-Fault-Yonne

### Principaux affluents et sous-affluents
D'amont en aval :
- le Touron (D)
- l'Houssière (D) (ou Oussière)
- l'Anguison (D)
- l'Auxois (D)
- le Beuvron (G)
  - le Sauzay (G)

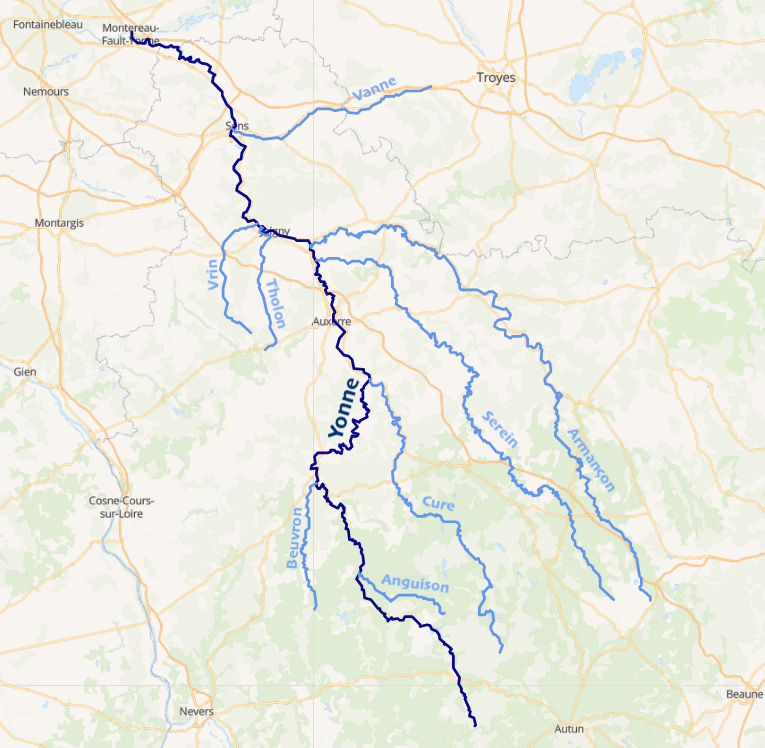
Cours de l'Yonne et de ses affluents de plus de 30 km.

- la Druyes (G) (ou ruisseau d'Andryes)
- la Cure (D)
  - le Chalaux (G)
- le Serein (D)
- l'Armançon (D)
  - l'Armance
- la Vanne (D)

### Seine ou Yonne?

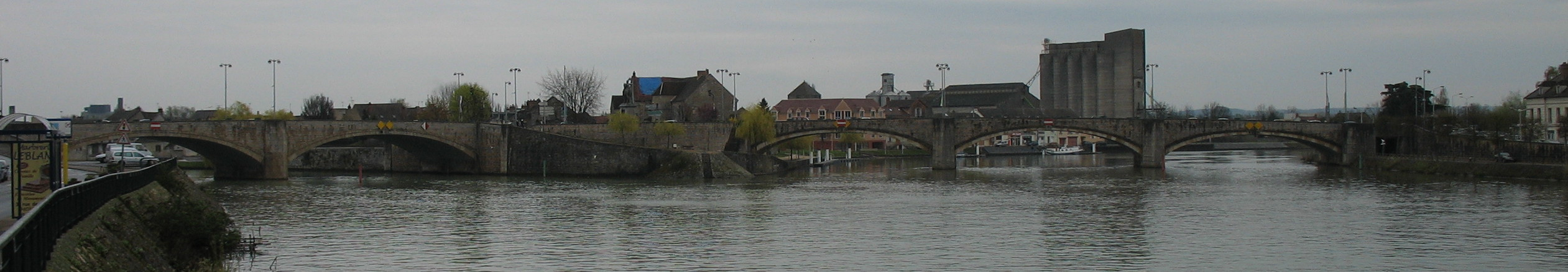
Confluence de la Seine et de l'Yonne à Montereau-Fault-Yonne. La Seine est à gauche (pont à deux arches), l'Yonne à droite (pont à trois arches).

L'Yonne est parfois présentée comme le véritable fleuve du bassin de la Seine. Dans cette perspective, ce ne serait pas l'Yonne qui se jetterait dans la Seine, mais l'inverse : la Seine qui se jetterait dans l'Yonne,.
Juste avant le confluent, le débit moyen de l'Yonne est nettement supérieur à celui de la Seine (95,2 m3/s à Courlon-sur-Yonne pour l'Yonne, contre 65,4 m3/s à Bazoches-lès-Bray pour la Seine). C'est toutefois la Seine qui a parcouru le plus de trajet depuis sa source (environ 305 km pour la Seine contre 292 km pour l'Yonne, selon les données cartographiques fournies par le SANDRE,).
Si on considère qu'un fleuve porte le nom du cours d'eau le plus important, la logique voudrait qu'on nomme « Yonne » le cours d'eau en aval du confluent. Cependant, les hydronymes sont plus affaire d'histoire que de données géographiques brutes : la Seine est décrite comme le cours d'eau principal depuis plusieurs millénaires (au Ier siècle av. J.-C., Jules César, dans ses Commentaires sur la guerre des Gaules, mentionne par exemple que Lutèce, la future Paris, est située dans une île de la Seine).

## Hydrologie

### l'Yonne à Courlon-sur-Yonne

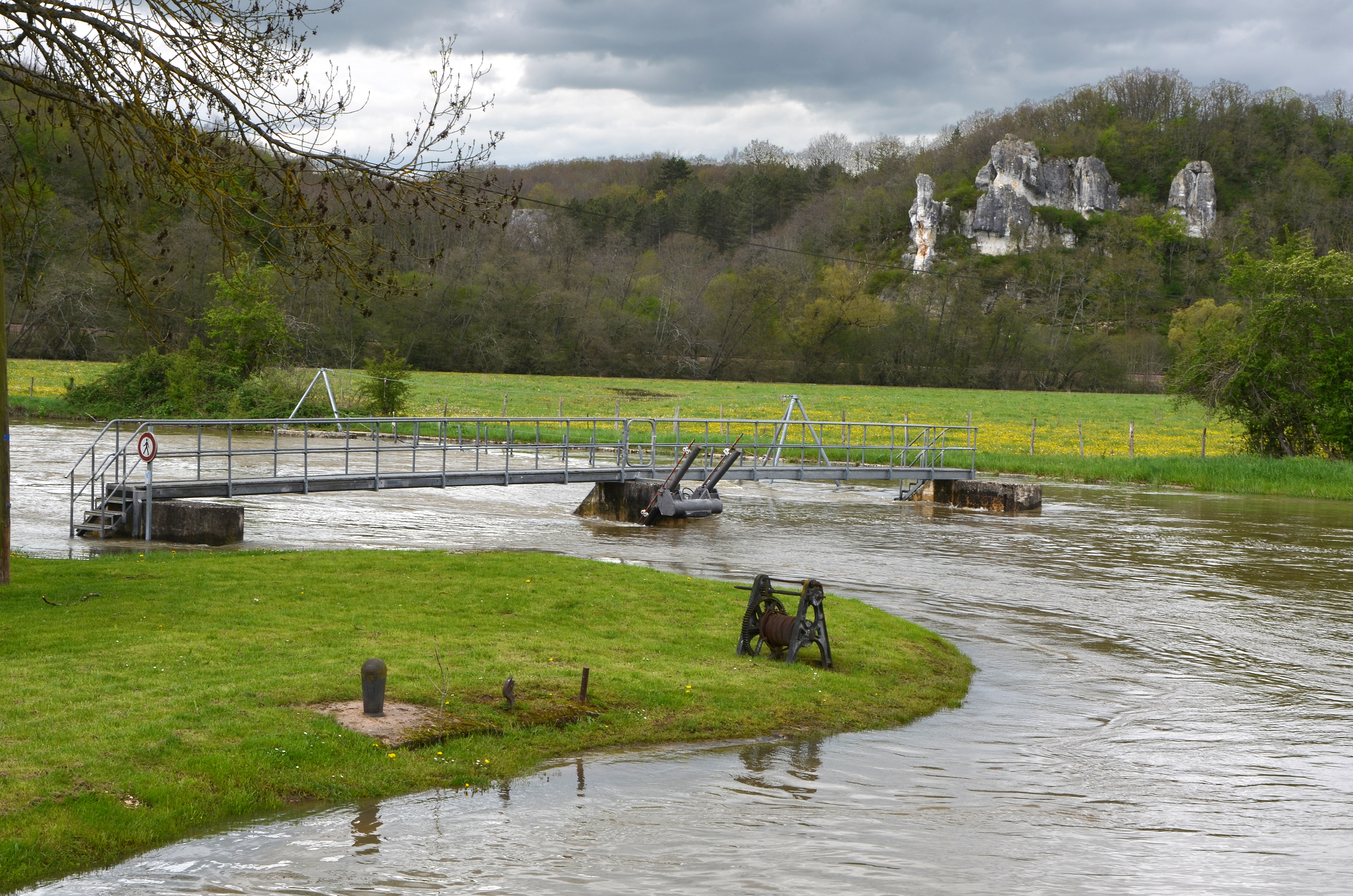
L'Yonne en crue
près des rochers de Basseville à Surgy.

Le débit de l'Yonne a été observé sur une période de 51 ans (1958–2008), à Courlon-sur-Yonne, localité du département de l'Yonne, située à peu de distance de son confluent avec la Seine à Montereau-Fault-Yonne.
Le module de la rivière à cet endroit est de 92,7 m3/s pour une surface de bassin de 10 700 km2.
L'Yonne présente des fluctuations saisonnières de débit assez importantes, avec des crues d'hiver portant le débit mensuel moyen à un niveau situé entre 125 et 172 m3/s, de décembre à mars inclus (maximum en février), et des basses eaux d'été de juillet à septembre, avec une baisse du débit moyen mensuel allant jusqu'au niveau de 41,1 m3/s au mois d'août, ce qui reste assez élevé.

### Étiage ou basses eaux
En saison d'étiage, le VCN3 peut chuter jusque 14 m3/s, en cas de période quinquennale sèche.

### Crues
D'autre part, les crues sont connues pour être fort importantes. En effet, le débit instantané maximal enregistré a été de 750 m3/s le 1er janvier 1982, tandis que la valeur journalière maximale a été de 726 m3/s le 12 janvier de la même année. Le QIX 10 est de 710 m3/s, tandis que le QIX 20 vaut 820 et le QIX 50 en vaut 960. Quant aux QIX 2 et QIX 5, ils valent quant à eux respectivement 430 et 600 m3/s.
À titre de comparaison, le QIX 10 de la Marne aux portes de Paris vaut 510 m3/s, tandis que son QIX 50 est de 650 m3/s. Cela montre bien qu'en période de crue, l'influence du débit de l'Yonne sera bien plus importante que celle de la Marne sur le débit de la Seine.

### Lame d'eau et débit spécifique
La lame d'eau écoulée dans le bassin de l'Yonne est de 274 millimètres annuellement, ce qui reste modéré, quelque peu inférieur à la moyenne d'ensemble de la France, mais assez supérieur à celle de l'ensemble du bassin versant de la Seine (220 millimètres). Le débit spécifique (ou Qsp) se monte à 8,7 litres par seconde et par kilomètre carré de bassin.
Il faut enfin souligner que l'importance des débits de crue de l'Yonne en amont de Paris a une grande influence sur le niveau des crues de la Seine dans la capitale.

### Débits des cours d'eau du bassin de l'Yonne
| Nom       | Localité           | Débits (en m3/s) | Débits (en m3/s) | Débits (en m3/s) | Débits (en m3/s) | Débits (en m3/s) | Débits (en m3/s) | Débits (en m3/s) | Côte max(m) | Max. instant. | Max. journ. | Lame d'eau (mm) | Surface (km2) |
| Nom       | Localité           | Module           | VCN3 (étiage)    | QIX 2            | QIX 5            | QIX 10           | QIX 20           | QIX 50           | Côte max(m) | Max. instant. | Max. journ. | Lame d'eau (mm) | Surface (km2) |
| --------- | ------------------ | ---------------- | ---------------- | ---------------- | ---------------- | ---------------- | ---------------- | ---------------- | ----------- | ------------- | ----------- | --------------- | ------------- |
|           |                    |                  |                  |                  |                  |                  |                  |                  |             |               |             |                 |               |
| Yonne     | Corancy            | 2,81             | 0,270            | 24               | 29               | 32               | 35               | -                | 1,35        | 45,9          | 37,7        | 907             | 98            |
| Houssière | Chaumard           | 1,53             | 0,078            | 13               | 17               | 20               | 23               | -                | 1,45        | 33,3          | 26,6        | 880             | 55            |
| Yonne     | Montigny-en-Morvan | 5,25             | 0,270            | 25               | 38               | 46               | 53               | 64               | 0,94        | -             | 53,5        | 770             | 216           |
| Yonne     | Dornecy            | 9,07             | 0,460            | 72               | 100              | 120              | 140              | -                | 3,10        | 142           | 110         | 367             | 781           |
| Beuvron   | Ouagne             | 2,06             | 0,160            | 26               | 37               | 44               | 51               | 60               | 2,41        | 58,6          | 43,1        | 247             | 264           |
| Druyes    | Surgy              | 1,57             | 0,150            | 3,8              | 5,2              | 6,1              | 7,1              | 8,2              | 1,24        | 7,2           | 7,18        | 256             | 194           |
| Cure      | Arcy-sur-Cure      | 16,00            | 1,300            | 110              | 150              | 180              | 200              | 240              | 3,15        | 257           | 214         | 430             | 1 180         |
| Yonne     | Gurgy (Auxerre)    | 40,60            | 6,700            | 210              | 290              | 340              | 400              | 460              | 4,09        | 401           | 386         | 336             | 3 820         |
| Serein    | Chablis            | 7,80             | 0,120            | 67               | 100              | 120              | 140              | 170              | 3,64        | 146           | 114         | 221             | 1 120         |
| Armançon  | Brienon/Armançon   | 29,60            | 1,900            | 190              | 280              | 330              | 390              | 450              | 4,49        | 349           | 338         | 314             | 2 990         |
| Yonne     | Joigny             | 86,10            | 7,500            | 390              | 550              | 650              | 750              | 880              | 3,58        |               | 725         | 307             | 8 880         |
| Tholon    | Champvallon        | 0,85             | 0,210            | 3,6              | 5,5              | 6,7              | 8                | 9,5              | 2,06        | 17,9          | 10,1        | 204             | 131           |
| Vrin      | Précy-sur-Vrin     | 0,72             | 0,160            | 3,9              | 7                | 9,1              | 11               | 14               | 1,29        | 14,4          | 10          | 163             | 139           |
| Vanne     | Pont-sur-Vanne     | 5,41             | 2,200            | 9,7              | 13               | 15               | 17               | 19               | 0,76        | 16,3          | 18,6        | 197             | 866           |
| Yonne     | Courlon-sur-Yonne  | 92,60            | 14,000           | 430              | 600              | 710              | 820              | 950              | 4,04        | 750           | 726         | 274             | 10 700        |
|           |                    |                  |                  |                  |                  |                  |                  |                  |             |               |             |                 |               |

## Navigation

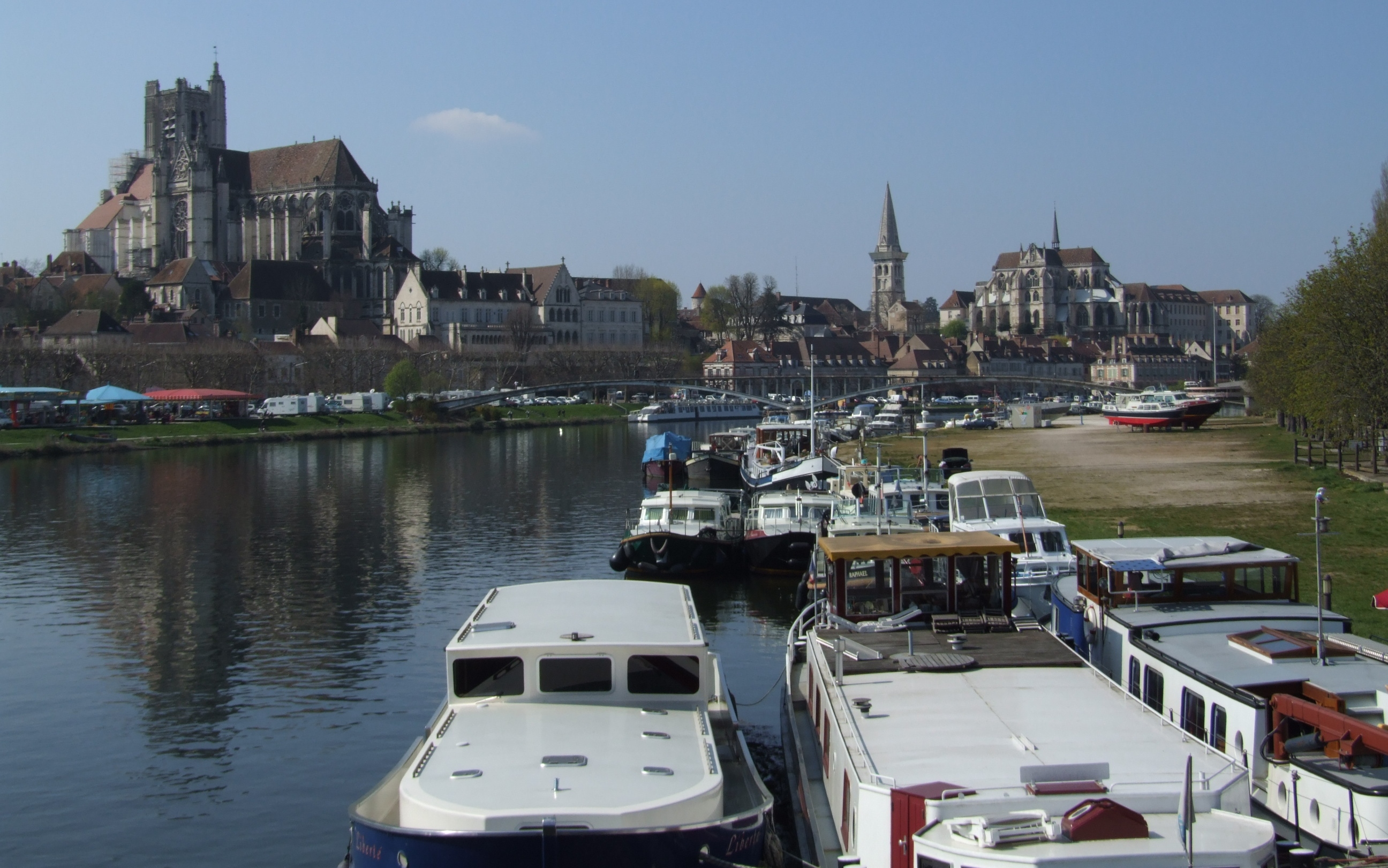
Vue d'Auxerre. À l'avant-plan, le port fluvial. À gauche, la cathédrale.

L'Yonne est classée navigable sur 108 km depuis Auxerre jusqu'à Montereau. Ses 26 écluses sont au gabarit minimum de 93 m sur 8,30 m.
Elle est reliée à la Saône par le canal de Bourgogne qui débute à Migennes, et à la Loire par le canal du Nivernais dont le point de départ est Auxerre.

### Navigation commerciale
1 800 000 tonnes de marchandises sont transportées annuellement sur l'Yonne. Cela représentait, en 2005, 134 millions de tonnes-kilomètres. En 2006, les travaux d'élargissement à 10,50 mètres de l'écluse de Port-Renard à Courlon ont été menés à bien et inaugurés. Désormais des convois de 1 000 tonnes (contre 400 à 450 tonnes auparavant) peuvent naviguer sur l'Yonne depuis la Seine jusqu'à l'aval de Migennes (début du canal de Bourgogne). Ces convois transportent surtout des céréales, du bois et des produits des carrières. Avec l'ouverture du canal Seine-Nord-Europe, le trafic pourra s'étendre vers le Nord-Pas-de-Calais et l'Europe du Nord. La capacité de transport de l'Yonne est encore sous-utilisée et pourrait facilement doubler.

### Navigation de plaisance
Il existe trois ports de plaisance sur l'Yonne : Joigny, Villeneuve-sur-Yonne et Auxerre. Avec Migennes, Saint-Florentin et Brienon-sur-Armançon, situés non loin de la rivière sur les canaux adjacents, ces six ports de plaisance constituent le réseau départemental. Ces ports sont des endroits où les bateaux peuvent résider toute l’année. On y trouve du personnel portuaire et des professionnels du nautisme.
On constate une présence nettement plus importante de plaisanciers sur la partie méridionale de la rivière ainsi que sur son prolongement sud, le canal du Nivernais. Selon les années, entre 45 et 60 % des plaisanciers sont Français. Ils proviennent surtout d'Île-de-France et de la région Rhône-Alpes. Parmi les étrangers, ce sont les Allemands qui sont les plus nombreux, mais on note une présence importante d'Italiens et de Belges.
Outre ces ports de plaisance, douze haltes nautiques ont été établies sur l'Yonne. Il s'agit d'équipements légers offrant un service minimum. Ils permettent un arrêt de courte durée afin de se ravitailler dans une localité ou passer quelques heures sur la terre ferme (spectacle, restaurant, visite touristique, etc.).